# Tilín Orozco
Tilín Orozco cuyo nombre verdadero es Raúl Orozco (n. Mendoza, Argentina, 7 de septiembre de 1960) es un cantante, músico, compositor y productor argentino.
En 2003 junto con el cantautor Fernando Barrientos (quien en los años 1990 compuso el conocido tema de la película Tango feroz titulado «El amor es más fuerte»); forma el dúo Orozco - Barrientos que se dieron a conocer al público y a la crítica internacional, en febrero de 2003, en el XLIV Festival Internacional de la Canción de Viña del Mar de Chile, al obtener el primer premio Gaviota de plata a la mejor canción folclórica con su tema Pintadita. En 2008 participa cantado su tema Celador de sueños a dúo con Mercedes Sosa en el álbum Cantora, un viaje íntimo. 
Actualmente con Barrientos ha presentado tres trabajos discográficos en donde predominan ritmos originarios de cuyo como tonada, cueca,  gato e inclusive rock.

## Discografía
- Celador de sueños (2004)
- Pulpa (2008)
- Tinto (2013)
- Regreso (2021)